# Schienenverkehr in Brasilien

Aktuelles Schienennetz (ohne Personennahverkehr)

Das Eisenbahnnetz in Brasilien umfasste in seiner längsten Ausdehnung 30.374 Kilometer. Der Bau der Strecken fand in verschiedenen Perioden statt, ein Grund dafür, dass eine Vereinheitlichung der Spurweite nicht stattfand. So gibt es auch heute Spurweiten von 600 mm, 760 mm, 1000 mm, 1435 mm und 1600 mm und damit Probleme, Bahnverkehr effektiv zu gestalten.
Das brasilianische Eisenbahnstreckennetz ist im Verhältnis zur Größe des Landes sehr klein, oft eingleisig geführt und allgemein in einem schlechten Zustand. Passagierverkehr findet kaum noch statt. Der Güterverkehr dagegen nimmt zurzeit wegen der Überlastung der Straßen in einigen Bereichen wieder zu; insbesondere sind die großen Bergbaugesellschaften auf den Eisenbahnverkehr angewiesen.

## Geschichte

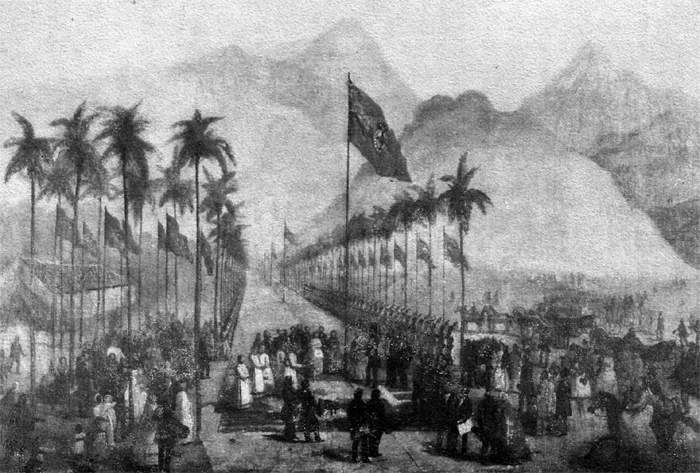
Grundsteinlegung für die erste Eisenbahnstrecke der E. F. Mauá, im Jahre 1852 durch Dom Pedro II und anderen Persönlichkeiten

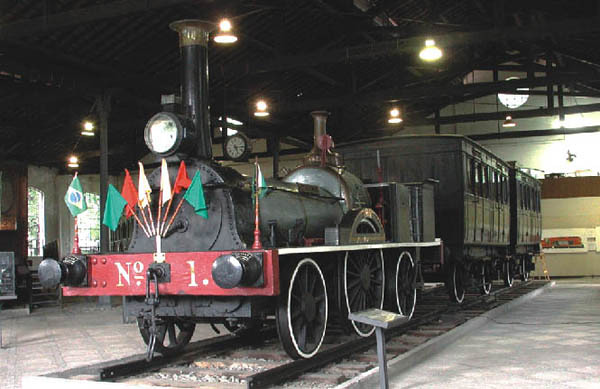
Baroneza (ausgestellt im Museu do Trem, Rio de Janeiro)

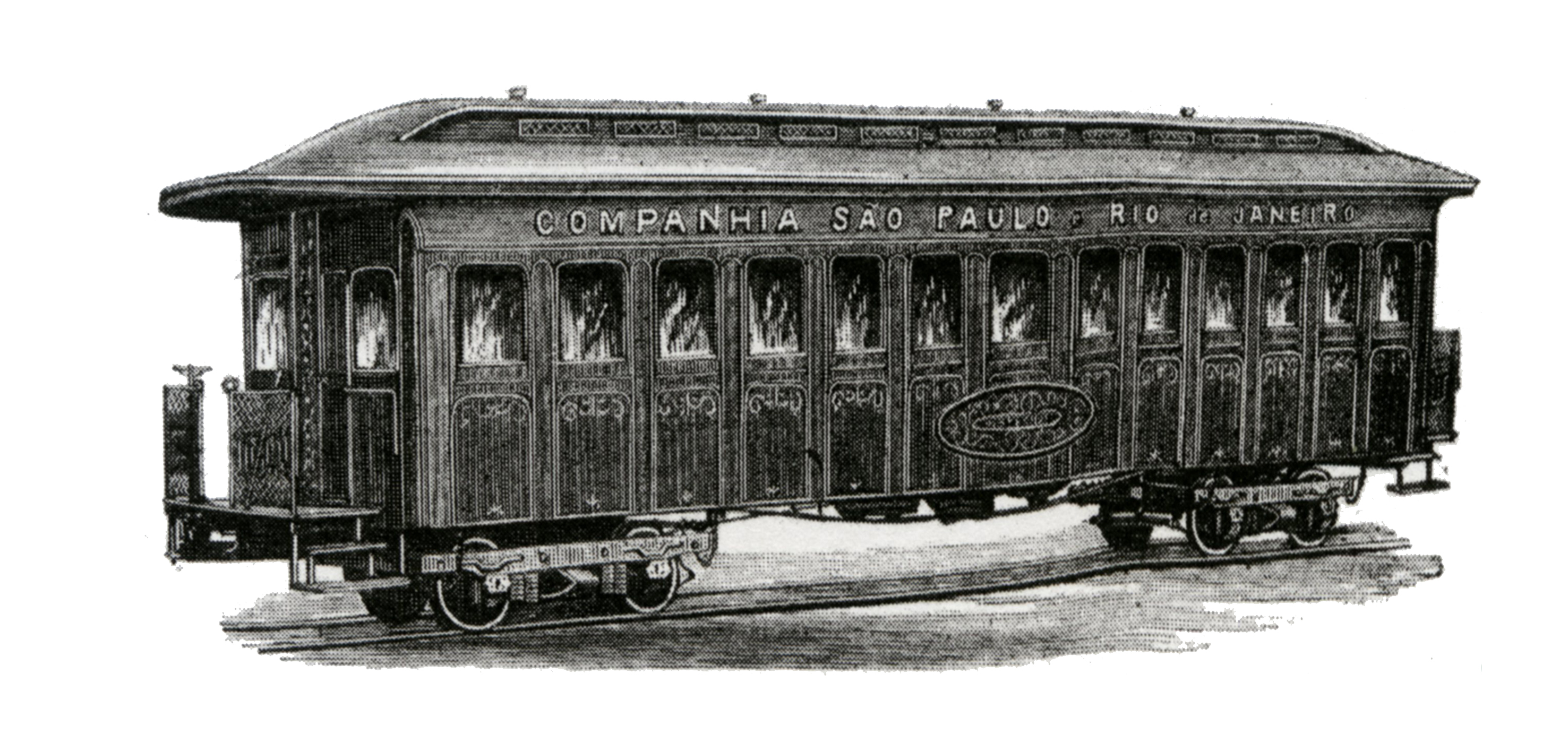
Salonwagen für Kaiser Pedro II., 1876

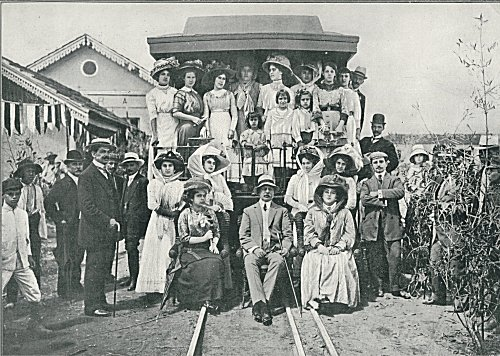
Passagiere mit einem Zug im Jahre 1911 auf dem Bahnhof von Lavras (Minas Gerais)

Die Geschichte der brasilianischen Eisenbahn geht auf das Jahr 1854 zurück. In diesem Jahr wurde die erste Eisenbahnstrecke mit einer Spurweite von 1676 mm vom Hafen von Mauá, in der damaligen Provinz von Rio de Janeiro an der Guanabara-Bucht gelegen, nach Fragoso im brasilianischen Hinterland fertiggestellt. Auf diesen ersten, 14 Kilometern fuhr damals die Dampflokomotive Baroneza.
1856 wurde diese Strecke nach Raiz da Serra verlängert und 30 Jahre später, unter der Bahngesellschaft Estrada de Ferro Leopoldina, folgte die Verlängerung ins Gebirge bis nach Petrópolis. Praktisch gleichzeitig wurden in Brasilien zahlreiche Bahnstrecken von regionalen Bahngesellschaften in Betrieb genommen.
Die Gründung einer übergeordneten, staatlichen Eisenbahngesellschaft geht auf das Jahr 1957 zurück. Aus 18 (später 19) regionalen Einzelunternehmen wurde am 16. März 1957 auf der Grundlage des Dekrets No. 3277 die staatliche Eisenbahngesellschaft Rede Ferroviária Federal (RFFSA) gegründet. 1996 wurde sie privatisiert. Das RFFSA-Streckennetz enthielt reguläre Linien im Personen- und Güterverkehr. Das Unternehmen RFFSA wurde 2004 endgültig aufgelöst. Mit der Auflösung der RFFSA wurde das Streckennetz regionalisiert und für den privaten Betrieb an Firmen lizenziert.
Im Jahr 1980 hatte das Gesamtnetz eine Länge von knapp 30.000 Kilometern, von denen 19.000 km in Betrieb waren.

## Ehemalige Bahngesellschaften
Die Idee, Eisenbahnlinien zu bauen, entstand in Brasilien in den Jahren 1850 bis 1860, als Grundbesitzer, Händler und Industrielle nach einer Möglichkeit suchten, Kaffee und Rohstoffe, aus dem Hinterland der Provinzen von Rio de Janeiro, São Paulo und Minas Gerais an die Küste zu transportieren. Hierfür wurden zuerst einmal viele regionale Eisenbahngesellschaften gegründet, die jede für sich ein großes Netz von Linien aufbauten. Im Laufe der Zeit bis zum Ende des Jahrhunderts fand ein Konzentrationsprozess statt, bei dem kleinere Bahngesellschaften von größeren geschluckt wurden. Die Gesellschaften waren stark von der Nachfrage und vom Preis der durch sie transportierten Güter abhängig und so kam es oft vor, dass Bahngesellschaften in Krisenzeiten und während der beiden Weltkriege in finanzielle Schwierigkeiten gerieten. Linien wechselten deshalb oft ihre Eigentümer.
Ab 1906 gelang es der US-amerikanischen Gesellschaft Brazil Railway Company durch die Übernahme von Mehrheitsbeteiligungen für etwa zehn Jahre rund die Hälfte des Eisenbahnnetzes von Brasilien zu kontrollieren.
1957 beschloss der brasilianische Staat in das Eisenbahngeschäft zentral einzugreifen und schloss 19 der größten Gesellschaften zur Rede Ferroviária Federal (RFFSA) zusammen. Leider war dieser neue Ansatz für Brasilien auch kein Heilmittel und so begann das große Streckensterben in den 1980er- und 1990er-Jahren unter der Regie der RFFSA. Im Anschluss an diese Periode 1996 bis 1998 wurden die restlichen aktiven Strecken der RFFSA konzessioniert und auf verschiedene private Bahngesellschaften aufgeteilt. Zu diesem Zeitpunkt war der Passagierverkehr mit der Eisenbahn in Brasilien bis auf wenige Ausnahmen praktisch nicht mehr existent. Lediglich Vorortzüge in den großen Metropolen nutzen bis heute die alten Strecken, um den Pendelverkehr zum Arbeitsplatz zu organisieren. Die nachfolgende Liste (nach Provinzen/bzw. heutige Bundesstaaten geordnet), umfasst die wichtigsten Bahngesellschaften, die in der Zeit von 1855 bis 1957 in Brasilien Bahnlinien betrieben:
Bahia:
- Compagnie des Chemins de Fer Fédéraux de l’Est Brésilien
- Estrada de Ferro Bahia ao São Francisco
- Estrada de Ferro Bahia-Minas
- Estrada de Ferro Central da Bahia
- Estrada de Ferro Centro-Oeste da Bahia
- Estrada de Ferro Ilhéus
- Estrada de Ferro Nazaré
- Estrada de Ferro Petrolina a Teresina
- Estrada de Ferro Santo Amaro
- Viação Férrea Federal do Leste Brasileiro

Espírito Santo:
- Estrada de Ferro Vitória a Minas (EFVM)
- Ferrovia Centro Atlântica (FCA) nach 1996
- Ferrovía do Sul de Espírito Santo, in EF Leopoldina aufgegangen

Minas Gerais:
- Compagnie des Chemins de Fer Fédéraux de l’Est Brésilien
- Estrada de Ferro Bahia-Minas
- Estrada de Ferro Minas e Rio de Janeiro
- Estrada de Ferro Oeste de Minas
- Rede Mineira de Viação
- Rede Sul Mineira

Paraná:
- Estrada de Ferro Guaíra
- Estrada de Ferro Norte do Paraná
- Estrada de Ferro Paraná (E. F. P.)
- Estrada de Ferro São Paulo Rio Grande (EFSPRG) SP-RG
- Ferropar S/A = Ferroeste
- Rede de Viação Paraná-Santa Catarina (RVPSC)

Rio de Janeiro (Bundesstaat):
- Estrada de Ferro Mauá
- Estrada de Ferro Campos a Carangola später EF Leopoldina
- Estrada de Ferro Central do Brasil
- Estrada de Ferro Leopoldina
- Estrada de Ferro Macaé e Campos
- Estrada de Ferro União Valenciana
- Estrada de Ferro Rio d’Ouro
- Estrada de Ferro Angra dos Reis

Santa Catarina:
- Estrada de Ferro Santa Catarina
- Ferrovia Teresa Cristina

São Paulo (Bundesstaat):
- Companhia Descalvadense
- Companhia Douradense
- Companhia Estrada de Ferro do Dourado
- Companhia Itatibense de Estradas de Ferro
- Companhia Rio Claro
- Companhia Mogiana de Estradas de Ferro
- Companhia Paulista de Estradas de Ferro
- Estrada de Ferro Araraquara
- Estrada de Ferro Barra Bonita
- Estrada de Ferro Funilense
- Estrada de Ferro Noroeste do Brasil
- Estrada de Ferro Paulista S/A
- Estrada de Ferro Perus Pirapora
- Estrada de Ferro Santa Rita
- Estrada de Ferro Santos-Jundiaí (EFSJ)
- Estrada de Ferro São Paulo e Minas
- Estrada de Ferro Sorocabana
- Ferrovia Paulista SA (FEPASA) nach 1957
- Ferrovia Bandeirantes SA/Ferroban nach 1996
- São Paulo Railway
- The Rio Claro São Paulo Railway Compan

Andere Bundesstaaten:
- Estrada de Ferro Central do Piauí
- Estrada de Ferro de Bragança
- Estrada de Ferro de Goiás
- Estrada de Ferro de Natal a Nova Cruz
- Estrada de Ferro do Recife ao Limoeiro
- Estrada de Ferro Madeira-Mamoré
- Estrada de Ferro Mossoró-Sousa
- Estrada de Ferro Sampaio Correia
- Estrada de Ferro São Luís-Teresina
- Ferronorte zu ALL
- Novoeste nach 1995, später ALL
- Rede de Viação Cearense
- Rede Ferroviária do Nordeste
- Viação Férrea do Rio Grande do Sul
- Estrada de Ferro do Amapá
- Estrada de Ferro do Jarí
- Estrada de Ferro do Rio Trombetas

## Aktuelle Bahngesellschaften
| Bahngesellschaften mit Konzessionen                                          | Herkunft | 1.600 mm in km | 1.000 mm in km | Gemischt in km | Gesamtstrecke in km |
| ---------------------------------------------------------------------------- | -------- | -------------- | -------------- | -------------- | ------------------- |
| ALL – América Latina Logística Malha Oeste S. A.                             | RFFSA    | -              | 1.945          | -              | 1.945               |
| FCA – Ferrovia Centro Atlântica S. A.                                        | RFFSA    | -              | 7.910          | 156            | 8.066               |
| MRS – MRS Logística S. A.                                                    | RFFSA    | 1.632          | -              | 42             | 1.674               |
| FTC – Ferrovia Tereza Cristina S. A.                                         | RFFSA    | -              | 164            | -              | 164                 |
| ALL – América Latina Logística Malha Sul S. A.                               | RFFSA    | -              | 7.293          | 11             | 7.304               |
| FERROESTE Estrada de Ferro Paraná Oeste                                      | Ferropar | -              | 248            | -              | 248                 |
| EFVM – Estrada de Ferro Vitória a Minas (Vale S.A.)                          | -        | -              | 905            | -              | 905                 |
| EFC – Estrada de Ferro Carajás                                               | -        | 892            | -              | -              | 892                 |
| Transnordestina Logística S. A.                                              | RFFSA    | -              | 4.189          | 18             | 4.207               |
| ALL – América Latina Logística Malha Paulista S. A.                          | RFFSA    | 1.463          | 243            | 283            | 1.989               |
| ALL – América Latina Logística Malha Norte S. A.                             | -        | 500            | -              | -              | 500                 |
| Vale S.A.: Ferrovia Norte-Sul S. A. (im Bau)                                 | -        | 420 (1560)     | -              | -              | 420                 |
| VALEC: Ferrovia Oeste-Leste (im Bau)                                         | -        | 530 (960)      | -              | -              | 530                 |
| CBTU Companhia Brasileira de Trens Urbanos                                   | -        | 57             | 149            | -              | 206                 |
| CENTRAL – Companhia Estadual de Engenharia de Transportes e Logística        | -        | 17             | 75             | -              | 92                  |
| Trombetas/Jarí/Supervia/Estrada de Ferro Campos do Jordão                    | -        | 520            | 102            | -              | 622                 |
| Estrada de Ferro Amapá/CPTM/Trensurb/Metrô São Paulo/Metrô do Rio de Janeiro | -        | 382            | 201            | -              | 583                 |
| Gesamtlänge der Bahnstrecken nach Spurweite in km                            | -        | 6.413          | 23.424         | 510            | 30.247              |

### Güterverkehr

#### Fernverkehr
| Beschreibung        | 1998  | 1999  | 2000  | 2001  | 2002  | 2003  | 2004  | 2005  | 2006  | 2007  | 2008    |
| ------------------- | ----- | ----- | ----- | ----- | ----- | ----- | ----- | ----- | ----- | ----- | ------- |
| Stückgut            | 73,8  | 72,9  | 80,9  | 91,7  | 98,0  | 99,4  | 101,8 | 117,4 | 100,6 | 106,9 | 120,4 * |
| Massengut           | 185,5 | 183,1 | 207,2 | 199,9 | 217,8 | 237,0 | 266,5 | 268,6 | 306,0 | 338,3 | 373,8 * |
| Total in Mio. TU ** | 259,3 | 256,0 | 288,1 | 291,6 | 315,8 | 336,4 | 368,3 | 386,2 | 406,6 | 445,2 | 494,2   |

Anmerkungen:
Der Unterschied zwischen privaten und staatlichen Investments in Brasilien im Bereich des Güterverkehrs ist enorm. Seitdem vor 12 Jahren das gesamte System privatisiert wurde und Konzessionen ausgegeben wurden, haben die privaten Bahngesellschaften in Brasilien über 30 Milliarden Real = ca. 10 Milliarden Euro in die Instandsetzung der Strecken, Reparatur und Neubeschaffung von Waggons und Lokomotiven sowie den Einsatz neuer Technologien investiert. Die meisten privaten Bahngesellschaften haben ihre Züge mit GPS-Systemen ausgerüstet, so, dass praktisch alles in den Kontrollcentern sofort nachvollzogen werden kann. Zur gleichen Zeit hat die Regierung lediglich ca. 800 Millionen Real in den Ausbau des Streckennetzes investiert, obwohl es eine große Nachfrage nach Güterverkehr auf der Schiene und dem Ausbau der Netze in Brasilien gibt. Es fehlen Schienenkapazitäten und der Ausbau geht nur schleppend voran. Seit Ende 2009 gibt es nun neue politische Bestrebungen durch den Druck der Wirtschaft in Brasilien, das Streckennetz im Güterverkehr kräftig auszubauen.
| Name                            | Strecke | Kosten (in Mio. R$) | Stand/Anmerkung |
| ------------------------------- | --- | ------------------- | --- |
| Ferrovia Norte-Sul              | Barcarena (PA)-Açailandia(MA)-Guaraí (TO)-Palmas (GO)-Anapolis (GO)- Estrela d Oeste (SP)                   | 6.500               | Açailândia-Guaraí fertig, Guaraí-Anapolis im Bau, Anapolis-Estrela d Oeste in Vorbereitung, Barcarena-Açailandia in Planung |
| Integração Oeste-Leste          | Ilhéus-Figeirópolis (TO)                                                                                    | 6.000               | Teilstücke vor Ausschreibung                                                                                                |
| Transnordestina Logística       | Eliseu Martins (PI)-Salgueiro (PE)-Missão Velha-Hafen Pecém und Salgueiro-Hafen Suape (PE)- Porto Real (AL) | 5.420               | Die Bauarbeiten begannen 2010 und waren 2020 noch nicht fertiggestellt.                                                     |
| Ferrovia do Frango              | Dionísio Cerqueira-Hafen Itajaí (SC)                                                                        | 1.700               | Vor Baustart |
| Ferronorte                      | Rondonopolis (MT)-Alto Aragauia (MT)                                                                        | 780                 | Im Bau und teilweise konzessioniert                                                                                         |
| Variante Ferrovia Litoranea Sul | Hafen Tubarão-Hafen Ubu-Cachoeira do Itapemirim                                                             | 770                 | Planungsphase |
| Hafenzugang Paranaguá           | Guarapuava-Paranaguá (PR)                                                                                   | 700                 | Planungsphase |
| Hafenzugang Santos              | Umbau der Zufahrt an der Margem Direita                                                                     | 40                  | Planungsphase |
| Ferroanel                       | Schienenring um die Stadt São Paulo                                                                         | 20                  | Projektstudien abgeschlossen                                                                                                |
| Ferrovia Litorânea              | Imbituba (SC)-Araquari (SC)                                                                                 | 15                  | Planungsphase |
| Ferrosul                        | Panorama (SP)-Chapecó (SC)-Rio Grande (RS)                                                                  | k. A.               | Projektphase |
| Ferrovia 354                    | Ipatinga (MG)-Brasília-Uruaçu (GO)                                                                          | k. A.               | Projektphase |

Die wenigen großen privaten Bahngesellschaften, die die Erbschaft der Gleisanlagen der RFFSA im Hinterland antraten, konzentrierten sich fast ausschließlich auf den Güterverkehr. Hierbei spielt der Abtransport von Erzen und Mineralien eine große Rolle.
Die folgenden großen Transportgesellschaften arbeiten heute im Bereich des Schienentransports:
- VALE – Companhia Vale do Rio Doce, verkehrt auf den folgenden Strecken:
  - EFVM Estrada de Ferro Vitória a Minas[7]
  - FCA Ferrovia Centro Atlântica[8]
  - EFC Estrada de Ferro Carajás[9]
  - FNS Ferrovia Norte-Sul[10]

- ALL – América Latina Logística, verkehrt auf den folgenden Strecken:[11]
  - FSA Ferrovia Sul Atlântico S.A.
  - Brasil Ferrovias

Andere Bahngesellschaften:
- MRS Logística[12]
- FTC – Ferrovia Tereza Cristina[13]
- CFN (Companhia Ferroviária do Nordeste)[14]
- Ferroban – Ferrovias Bandeirantes[15]
- FERRONORTE – Ferrovias Norte do Brasil[16]
- EFA – Estrada de Ferro Amapá[17]
- NORDESTE – Ferrovia Nordeste S.A.[18]
- EFT – Estrada de Ferro Trombetas[19]
- EFJ – Estrada de Ferro Jari[20]
- EFA – Estrada de Ferro Amapá
- Estrada de Ferro Alcoa – betrieben durch Alcoa in Juruti (Pará).

Diese privaten Bahngesellschaften transportieren zusammengenommen große Mengen von Gütern wie: Erze und Rohstoffe, landwirtschaftliche Güter, Treibstoff, Papier, Holz, Kaffee, Container und andere Waren. Personenverkehr gibt es dagegen nur noch auf wenigen Strecken (zum Beispiel bei EFVM der Gesellschaft Vale S.A.).

#### Feldbahnen zum Bananentransport

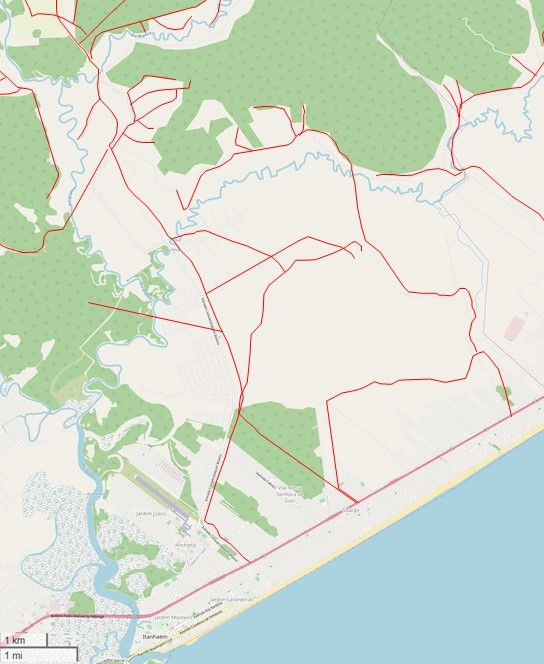
Feldbahnen zum Bananentransport nordöstlich von Itanhaém

Feldbahnen erschließen zahlreiche Bananenplantagen in der Küstenregion des Bundesstaates São Paulo (Baixada Santista) und das Tal des Rio Ribeira de Iguape. Sie führten von den Plantagen zum nächsten Bahnhof der Estrada de Ferro Sorocabana oder Estrada de Ferro Santos a Jundiaí, von wo aus die Bananen meist nach Santos oder nach São Paulo weitertransportiert wurden:
- Piaçagüera
- Itanhaém
- Fazenda Araraú
- Fazenda Áurea
- Fazenda Caepupu
- Fazenda Jatobatuba
- Fazenda Laranjeiras
- Fazenda São Francisco

#### Waldbahnen
Die Estrada de Ferro Sorocabana betrieb in Mongaguá eine Schmalspur-Waldeisenbahn für den Brennholztransport.

### Personenverkehr
Brasilien hat vergleichsweise wenig schienengebundenen Personenfernverkehr. In den 1980er-Jahren wurden viele Strecken für den Personenverkehr durch die staatliche Gesellschaft RFFSA geschlossen. Dieser Fernverkehr wurde überwiegend auf Linienbusse verlagert. Heute gibt es im größten Land Südamerikas drei Eisenbahnfernstrecken, die einen Personenverkehr zulassen. Im Personenfernverkehr setzt man in Brasilien nach wie vor auf Linienbusse und den Flugverkehr zwischen den Metropolen (Shuttle-Services). Seit dem Jahr 2009 gibt es wieder Bestrebungen zum Ausbau der Eisenbahnstrecke Rio – São Paulo für den Einsatz eines Hochgeschwindigkeitszuges.
Im Vorort- und Nahverkehr sieht die Situation anders aus. Hier wurden in den letzten Jahren in den großen Städten viele Bahnstrecken wieder reaktiviert bzw. das Angebot wieder ausgebaut. Zudem hat man neue U-Bahn-Netze gebaut, bzw. diese befinden sich noch im Bau bzw. Ausbau. Hier hat man entdeckt, dass die großen Fahrgastströme anders nicht mehr transportiert werden können.
Die meisten Nahverkehrs-Projekte kamen bis 2016 kaum voran.

#### Fernverkehr

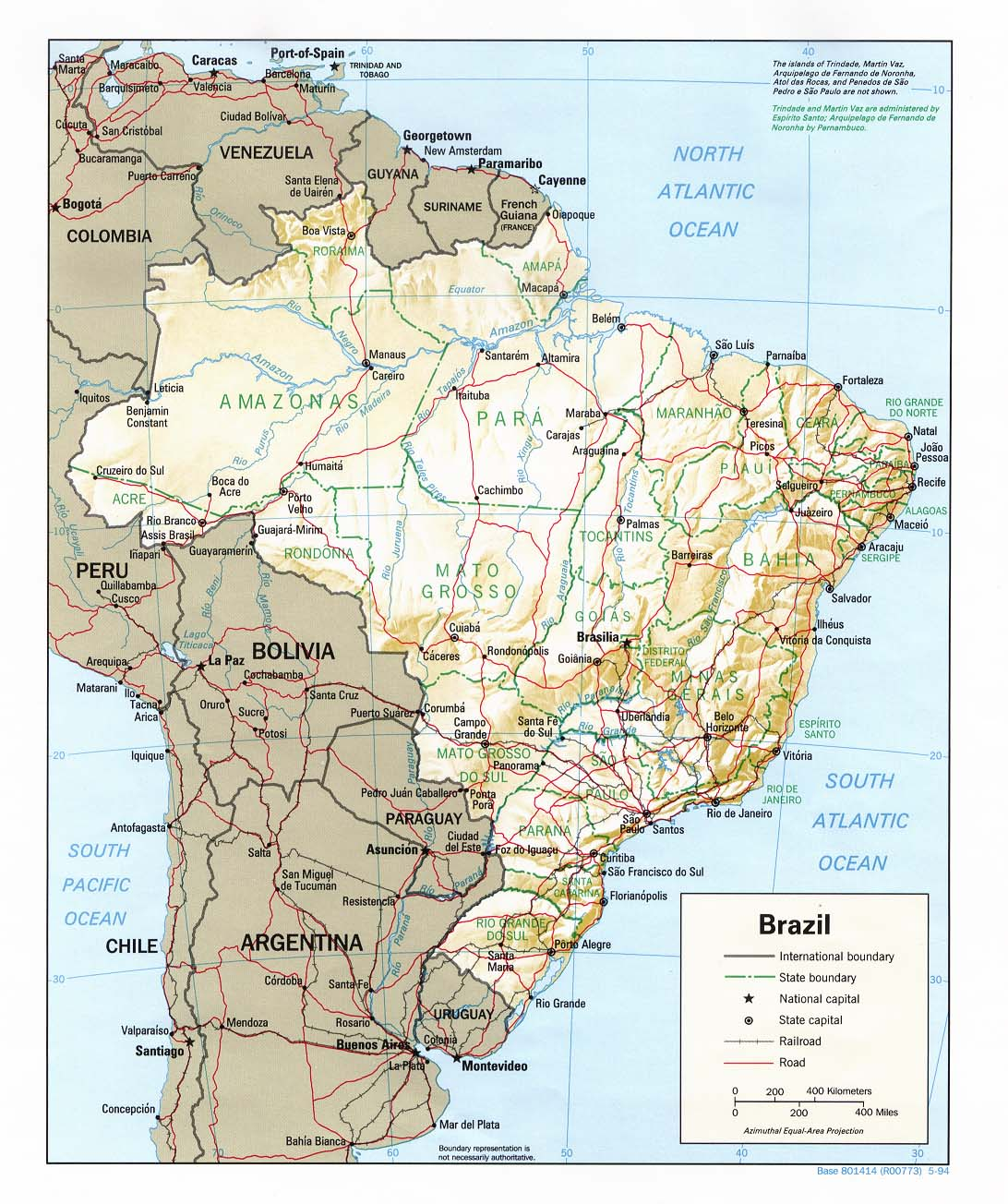
Karte der Eisenbahnstrecken in Brasilien (1994)

Die einzigen längeren Strecken, auf denen noch regulärer Personenverkehr mit etwas Komfort angeboten wird, sind:
- Die Strecke Belo Horizonte (MG) – Vitória (ES), mit Zweigstrecke Nova Era – Itabira (EFVM)
- Die Strecke São Luís (MA) – Parauapébas (PA) (EF Carajás)
- Die Strecke Porto Santana (AP) – Serra do Návio (AP), (EF Amapá)

#### Geplantes Hochgeschwindigkeitsnetz
Bereits Ende des 20. Jahrhunderts wurde eine Schnellfahrstrecke zwischen Rio de Janeiro und São Paulo vorgeschlagen. 2007 hatte die Bundesregierung Pläne, ein Hochgeschwindigkeitsnetz mit einer Maximalgeschwindigkeit von 350 km/h im Südosten des Landes zu bauen, welches unter anderem Rio de Janeiro, São Paulo und Campinas miteinander verbindet. Politische und finanzielle Probleme Brasiliens verzögerten die Projekte stetig. 
Eine neue Planung, für die eine andere Gesellschaft den Zuschlag bekam, rechnete 2023 mit einer Eröffnung der Strecke São Paulo–Rio de Janeiro für das Jahr 2032. Die geschätzten Kosten sollen um die 50 Mrd. Reais (etwa 8. Mrd. Euro) liegen. 
Die Strecke soll am Rand der Städte enden, eine Länge von 378 km haben und jeweils in São José dos Campos und Volta Redonda soll es einen Zwischenhalt geben. Die Höchstgeschwindigkeit soll bei 330 km/h liegen.

#### Regionalzüge
Die nationale Bank für soziale Entwicklung BNDES hat 14 regionale Bahnstrecken von 50 bis 250 km Länge mit jeweils mindestens einem Ort von über 100.000 Einwohnern ausgelesen, auf denen ein rentabler (gewinnbringender) Personenverkehr durchgeführt werden kann. Unter anderem sind dabei:
Porto Alegre – Santa Maria,
Londrina – Maringá,
Fortaleza – Sobral,
Japerí – Barra do Piraí,
Barra do Piraí – Barra Mansa,
Juiz de Fora – Santos Dumont,
São Paulo – Campinas,
Campos – Macaé,
Belo Horizonte – Divinópolis,
Salvador – São Francisco/Alagoinhas,
São Francisco do Sul – Corupá.
Die Regierung des Staates São Paulo will jedoch bis 2014 von São Paulo nach Sorocaba und Santos Regionalzüge einrichten.
Der Staat Minas Gerais will innerhalb von 2 Jahren Regionalzüge auf den Strecken Conselheiro Lafaiete – Belo Horizonte und Bocaiúva – Janaúba einrichten und diese sogar subventionieren.
Der Staat Piauí arbeitet am Projekt Regionalzüge Teresina – Altos und Teresina – Caxias einzurichten, ein langfristiges Projekt ist auch der Wiederaufbau der Strecke Altos – Parnaíba für einen Güter- und Personenverkehr Teresina – Parnaíba.

#### Vorortzüge (Metropolitanos)
- CPTM Companhia Paulista de Trens Metropolitanos – verkehrt in São Paulo.
- Supervia verkehrt in Rio de Janeiro; privat
- CBTU Companhia Brasileira de Trens Urbanos – verkehrt in Belo Horizonte, Maceió, Recife, João Pessoa und Natal, und in Arapiraca (im Aufbau)
- TRENSURB – verkehrt in Porto Alegre.
- CENTRAL – verkehrt in Rio de Janeiro, Niterói (zurzeit stillgelegt), Campos (zurzeit stillgelegt), Macaé (im Aufbau)
- METROFOR – verkehrt in Fortaleza seit 2002 staatlich[26] und zwischen Juázeiro do Norte und Crato (Trem do Cariri), Sobral (im Aufbau)
- CTS – verkehrt in Salvador da Bahia.
- METROREC – Metro, die in Recife verkehrt.
- CTM – verkehrt in Teresina
- EFCJ – verkehrt in Campos do Jordão und in Pindamonhangaba

#### U-Bahnen
- Metrô de São Paulo
- Metrô do Rio de Janeiro
- Metrô de Porto Alegre
- Metrô do Recife
- Metrô de Belo Horizonte
- Metrô de Brasilia
- Metrô de Teresina
- Metrô de Fortaleza (im Bau)
- Metrô de Salvador (im Bau)
- Metrô de Curitiba (in Planung)
- Metrô de Goiânia (in Planung)

#### Touristisch genutzte Eisenbahnstrecken
- Curitiba – Paranaguá (durch Serra Verde Express betrieben) im Bundesstaat Paraná
- Bento Gonçalves–Carlos Barbosa im Bundesstaat Rio Grande do Sul
- São João del Rei–Tiradentes im Bundesstaat Minas Gerais, von FCA betrieben
- Mariana–Ouro Preto im Bundesstaat Minas Gerais, von FCA betrieben
- Bondes Monte Serra
- Salto – Itú, Trem Republicano, zurzeit (Oktober 2010) im Aufbau, geplant Ende 2020[veraltet]
- Trem da Serra do Mar, Trem do Contestado e Trem das Termas (ABPF) Santa Catarina
- Trem das Àguas e Trem da Serra da Mantiqueira (ABPF) Minas Gerais
- Corcovado-Bergbahn
- Trem do Forró in Recife Pernambuco und Campina Grande – Galante in Paraíba
- Trem do Vinho
- Trem dos Imigrantes e Bonde dos Imigrantes (ABPF)
- Trem Estrada Real – Prefeitura Municipal de Paraíba do Sul-RJ
- Viação Férrea Campinas-Jaguariúna (ABPF)
- Viação Férrea do Memorial do Imigrante (ABPF)
- Estrada de Ferro Campos do Jordão (EFCJ)
- Trem do Pantanal Campo Grande – Aquidauana, bis Corumbá im Aufbau (durch Serra Verde Express betrieben) in Mato Grosso do Sul
- Trem das Montanhas Capixabas ab Viana in Espírito Santo (durch Serra Verde Express betrieben)